# Dysolobium
Dysolobium es un género de plantas con flores con seis especies perteneciente a la familia Fabaceae. Es originario de las regiones templadas y tropicales de Asia.

## Especies
- Dysolobium apioides
- Dysolobium dolichoides
- Dysolobium grande
- Dysolobium lucens
- Dysolobium pilosum
- Dysolobium tetragonum